# Disney : Cache-cache furtif
Disney : Cache-cache furtif (ミッキー＆ミニー トリック＆チェイス, Mickey and Minnie Trick and Chase) est un jeu vidéo d'infiltration développé et édité par Capcom, sorti en 2003 sur GameCube.

## Accueil
- Jeuxvideo.com : 5/20[1]